# Bahram I
Bahram I, död 276, var en persisk kung av den sassanidiska ätten. Han regerade mellan 273 och 276.